# Kharbatha al-Misbah
Kharbatha al-Misbah, en arabe : خربثا المصباح, est un village du gouvernorat de Ramallah et Al-Bireh en Palestine. Il est situé à 12,5 km à l'ouest de Ramallah et au centre de la Cisjordanie.
Selon le recensement du bureau central palestinien des statistiques, la localité compte une population de 6 366 habitants en 2017.